# Gábor Straka
Gábor Straka (ur. 18 grudnia 1981 w Dunajskiej Stredzie) – słowacki piłkarz występujący na pozycji pomocnika. Posiada również obywatelstwo węgierskie.

## Kariera klubowa
Straka rozpoczynał swoją karierę w DAC Dunajská Streda, gdzie występował na boiskach drugoligowych. W 2003 roku został wypożyczony do Artmedii Petržalka, debiutując (25 września 2003) z nią w rozgrywkach międzynarodowych w meczu przeciwko Girondins Bordeaux. Po sezonie spędzonym w drużynie ze stolicy Słowacji wrócił do swojego pierwszego klubu. Dobra gra zawodnika zaowocowała transferem do Artmedii na rundę wiosenną sezonu 2005/06, w której zdołał zagrać jeszcze w dwóch meczach Pucharu UEFA. W sumie na boiskach najwyższej klasy rozgrywkowej Słowacji rozegrał 72 spotkania, zdobywając przy tym 5 bramek. Z Artmedią Petržalka wywalczył dwukrotnie wicemistrzostwo kraju.

### Ruch Chorzów
2 lutego 2008 roku Straka podpisał kontrakt z beniaminkiem I ligi – Ruchem Chorzów. Na polskich boiskach zadebiutował 23 lutego w meczu przeciwko Zagłębiu Sosnowiec. Sezon zakończył z Ruchem na 10. miejscu, a rozgrywki pucharowe na ćwierćfinale. W następnym sezonie doszedł do finału Pucharu Polski. W sezonie 2009/10 zdobył z Ruchem 3. miejsce i awansował do eliminacji Ligi Europy. Swoją pierwszą bramkę w Ekstraklasie zdobył dopiero w kolejnych rozgrywkach, 15 sierpnia 2010 roku w wygranym spotkaniu z Wisłą Kraków. W sezonie 2011/12 wywalczył wraz z drużyną wicemistrzostwo kraju oraz był finalistą Pucharu Polski. Ostatni mecz dla "Niebieskich" rozegrał 3 listopada 2012 roku – w meczu przeciwko Piastowi Gliwice doznał kontuzji kostki. Umowę z Ruchem rozwiązał 23 kwietnia 2013 r.

## Statystyki
Stan na 12 sierpnia 2013
| Sezon                            | Klub                             | Liga                             | Liga  | Liga | Puchar                           | Puchar | Puchar | Europa      | Europa | Europa | Łącznie | Łącznie |
| Sezon                            | Klub                             | Rozgrywki                        | Mecze | Gole | Rozgrywki                        | Mecze  | Gole   | Rozgrywki   | Mecze  | Gole   | Mecze   | Gole    |
| -------------------------------- | -------------------------------- | -------------------------------- | ----- | ---- | -------------------------------- | ------ | ------ | ----------- | ------ | ------ | ------- | ------- |
| 2000/01                          | Dunajská Streda                  | II liga                          | 31    | 1    | -                                | -      | -      | -           | -      | -      | 31      | 1       |
| 2001/02                          | Dunajská Streda                  | II liga                          | 19    | 0    | -                                | -      | -      | -           | -      | -      | 19      | 0       |
| 2002/03                          | Dunajská Streda                  | II liga                          | 17    | 0    | -                                | -      | -      | -           | -      | -      | 17      | 0       |
| 2003/04                          | Artmedia Petržalka (wyp.)        | I liga                           | 24    | 0    | -                                | -      | -      | Puchar UEFA | 1      | 0      | 25      | 0       |
| 2004/05 (w)                      | Dunajská Streda                  | II liga                          | 15    | 1    | -                                | -      | -      | -           | -      | -      | 15      | 1       |
| 2005/06 (j)                      | Dunajská Streda                  | II liga                          | 15    | 2    | -                                | -      | -      | -           | -      | -      | 15      | 2       |
| 2005/06 (w)                      | Artmedia Bratysława              | I liga                           | 13    | 1    | -                                | -      | -      | Puchar UEFA | 2      | 0      | 15      | 1       |
| 2006/07                          | Artmedia Petržalka               | Superliga                        | 27    | 2    | -                                | -      | -      | Puchar UEFA | 3      | 0      | 30      | 2       |
| 2007/08 (j)                      | Artmedia Petržalka               | Superliga                        | 8     | 2    | -                                | -      | -      | -           | -      | -      | 8       | 2       |
| 2007/08 (w)                      | Ruch Chorzów                     | Ekstraklasa                      | 8     | 0    | Puchar Polski                    | 2      | 0      | -           | -      | -      | 10      | 0       |
| 2008/09                          | Ruch Chorzów                     | Ekstraklasa                      | 8     | 0    | Puchar Polski Puchar Ekstraklasy | 3 1    | 0 0    | -           | -      | -      | 12      | 0       |
| 2009/10                          | Ruch Chorzów                     | Ekstraklasa                      | 23    | 0    | Puchar Polski                    | 1      | 0      | -           | -      | -      | 24      | 0       |
| 2010/11                          | Ruch Chorzów                     | Ekstraklasa                      | 16    | 1    | Puchar Polski                    | 3      | 0      | Liga Europy | 5      | 0      | 24      | 1       |
| 2011/12                          | Ruch Chorzów                     | Ekstraklasa                      | 22    | 2    | Puchar Polski                    | 5      | 0      | -           | -      | -      | 27      | 2       |
| 2012/13                          | Ruch Chorzów                     | Ekstraklasa                      | 5     | 0    | Puchar Polski                    | 1      | 0      | Liga Europy | 3      | 1      | 9       | 1       |
| 2013/14                          | Družstevník Vrakúň               | IV liga                          | 0     | 0    | -                                | -      | -      | -           | -      | -      | 0       | 0       |
| Łącznie DAC 1904 Dunajská Streda | Łącznie DAC 1904 Dunajská Streda | Łącznie DAC 1904 Dunajská Streda | 97    | 4    |                                  | -      | -      |             | -      | -      | 97      | 4       |
| Łącznie Artmedia Petržalka       | Łącznie Artmedia Petržalka       | Łącznie Artmedia Petržalka       | 72    | 5    |                                  | -      | -      |             | 6      | 0      | 78      | 5       |
| Łącznie Ruch Chorzów             | Łącznie Ruch Chorzów             | Łącznie Ruch Chorzów             | 82    | 3    |                                  | 16     | 0      |             | 8      | 1      | 106     | 4       |
| Łącznie Družstevník Vrakúň       | Łącznie Družstevník Vrakúň       | Łącznie Družstevník Vrakúň       | 0     | 0    |                                  | -      | -      |             | -      | -      | 0       | 0       |
| Łącznie                          | Łącznie                          | Łącznie                          | 251   | 12   |                                  | 16     | 0      |             | 14     | 1      | 281     | 13      |